# Associazioni sportive sociali italiane
Associazioni sportive sociali italiane (ASI), già Alleanza sportiva italiana, è un ente di promozione sportiva italiano.
Come sancito dal proprio statuto, l'ASI ha come fine la promozione e l'organizzazione, attraverso gli organismi affiliati e le strutture periferiche, di attività fisico-sportive, ricreative e formative, anche con modalità competitive e nel rispetto dei principi, delle regole e delle competenze del CONI.

## Storia
Fu fondata nell'aprile 1994 come Alleanza sportiva italiana durante l'assemblea costituente di Latina per iniziativa di un gruppo di dirigenti sportivi fuoriusciti dal Centro Nazionale Sportivo Fiamma.
Le successive assemblee nazionali, tenutesi a Vasto nel 1995, a Roma nel 1997, a Rimini nel 1999 ed a Trevi nel 2003), hanno aumentato il radicamento sul territorio e la crescita strutturale: oggi l'ASI è presente su tutto il territorio nazionale.
Nel febbraio 2005 si è svolta l'ultima assemblea nazionale, che ha visto la riconferma alla presidenza di Claudio Barbaro.
Nel congresso del dicembre 2012 ha cambiato denominazione in Associazioni sportive sociali italiane per lo sport, la cultura, l'ambiente, il sociale.

## Le principali discipline
Tradizionalmente molto presente nell'atletica leggera, l'ASI annualmente organizza le finali nazionali di atletica leggera su pista e corsa campestre.
Molto forte è la presenza negli sport equestri e nelle arti marziali, con numerose iniziative nel karate e negli sport di combattimento quali la kick boxing.
Grande rilevanza hanno anche gli sport di squadra, soprattutto pallavolo, pallacanestro e calcio: in particolare ogni anno l'ASI organizza un campionato nazionale di calcio a 5 e calcio a 11, con fasi provinciali, regionali, interregionali, le cui finali nazionali si svolgono abitualmente nel mese di settembre.
Negli ultimi anni l'ASI ha promosso anche manifestazioni sportive nelle piazze delle principali città; ricordiamo in particolare l'ASIthlon, gara multidisciplinare di corsa e potenza in piazza.
Il 30 ottobre 2014 l'ASI ha ufficialmente riconosciuto Giochi Elettronici Competitivi, l'organizzazione che si occupa della regolamentazione degli eSports in Italia. Da tale data i videogiocatori professionisti possono tesserarsi presso la GEC, ottenendo un riconoscimento nazionale e internazionale al pari degli atleti degli sport tradizionali.

## Riconoscimenti
Nel luglio 1994 l'ASI fu riconosciuta come ente di promozione sportiva da parte del CONI.
Nel 2004 ha ottenuto il riconoscimento del Ministero dell'ambiente come associazione di protezione ambientale.
Nel 2005 l'ASI è stata iscritta all'albo degli enti di servizio civile volontario ed al registro delle associazione e degli enti che svolgono attività nel campo della lotta alle discriminazioni.
È riconosciuta come ente di promozione anche dal Comitato Italiano Paralimpico.
L'ASI è, inoltre, riconosciuta come ente nazionale con finalità morali ed assistenziali e come associazione iscritta all'albo nazionale di promozione sociale.

## Premi e riconoscimenti ASI

### Premio "Fabrizio Levati"
Istituito nel 1999:
- Premio alla carriera
- Premio speciale
- Premio alla memoria

### Premio "Sport & Cultura"
Istituito nel 2004:
- Sezione A - ICS Impiantistica sportiva e Promozione Sportiva
- Sezione B - Innovazione tecnologica, marketing e sponsorship
- Sezione C - Gesto più significativo, Premio Fabrizio Quattrocchi
- Premio Media
- Premio Sportivo dell'anno  Carlo Pedersoli

### Premio "Nadia Torretti"
Istituito nel 2005.

### Premio "Cartellino Verde"
Istituito nel 2010.

### Premio "Italiani nel mondo"
Istituito nel 2015.

### Premio "Giulio Cassiano"
Istituito nel 2021.

## Benemerenze ASI
Quattro categorie, istituite nel 2023:
- Dirigenti storici fondatori di ASI
- Dirigenti ASI
- Società affiliate ASI
- Alla memoria

## Cavalieri dello Sport
Dal 2016 l'ASI sostiene giuridicamente l'Ordine Nazionale Cavalieri dello sport.
Tra i vincitori: Claudio Barbaro Christian Puggioni, Nino Benvenuti, Roberto Breda, Francesco Bocciardo, Sidio Corradi e tanti altri.